# Joannes Baptista Dolar
Joannes Baptista Dolar, in sloveno Janes Krstnik Tolar e Jan Krtitel Tollar (Kamnik, 1620 circa – Vienna, 1673), è stato un gesuita e compositore sloveno.

## Biografia
Egli studiò fino al 1639 presso il collegio dei Gesuiti di Lubiana, quando decise di recarsi a Vienna a studiare filosofia. Dopo il 1645 tornò per un breve periodo a Lubiana, dove insegnò presso l'istituto superiore dei Gesuiti, per poi tornare nella capitale austriaca per concludere i propri studi teologici; fu infine ordinato Gesuita nel 1652. Dal 1656 al 1658 fu direttore musicale del collegio dei Gesuiti di Lubiana e successivamente fu prima a Passavia e poi regens chori a Győr. Nel 1661-2 divenne direttore del seminario dei Gesuiti dei Santi Ignazio e Pancrazio a Vienna e nello stesso tempo anche direttore musicale della chiesa di corte, mantenendo queste posizioni sino alla morte.
La musica di Dolar fu pubblicata in due edizioni stampate, Musicalia varia (1665) e Drammata seu Miserere mei Deus (1666); tuttavia queste pubblicazioni non sopravvivono e pertanto i suoi lavori ci giungono attraverso trascrizioni che sono stante rinvenute nei monasteri in Boemia, Moravia, Ungheria, Austria e in Turingia. Tutte le sue composizioni sono caratterizzate da elementi tipici dello stile musicale italiano tipico dei musicisti che prestavano servizio presso la corte viennese nella seconda metà del XVII secolo.

## Composizioni
- Missa sopra la Bergamasca
- Missa villana
- Missa Viennesis
- 2 sonate e 3 balletti
- 5 salmi e Salve Regina